# Galagoides granti
Galagoides granti là một loài động vật có vú trong họ Galagidae, bộ Linh trưởng. Loài này được Thomas & Wroughton mô tả năm 1907.